# Luděk Stehlík
Luděk Stehlík (* 16. ledna 1965) je bývalý český hokejový útočník.

## Hokejová kariéra
V československé lize hrál za TJ Zetor Brno. Odehrál 5 ligových sezón, nastoupil v 61 ligových utkáních, dal 7 ligových gólů a měl 9 asistencí. V nižších soutěžích hrál za TJ Lokomotiva Ingstav Brno, TJ Slavia Praha, Dukla Jihlava „B“ a VTJ Litoměřice. V roce 1983 reprezentoval Československo na Mistrovství Evropy juniorů v ledním hokeji 1983, kde tým skončil na 3. místě.

## Klubové statistiky
| Sezona    | Klub                       | Soutěž  | Základní část | Základní část | Základní část | Základní část | Základní část |
| Sezona    | Klub                       | Soutěž  | Z             | G             | A             | B             | TM            |
| --------- | -------------------------- | ------- | ------------- | ------------- | ------------- | ------------- | ------------- |
| 1982/1983 | TJ Zetor Brno              | 1. liga | 3             | 0             | 0             | 0             | 0             |
| 1983/1984 | TJ Slavia Praha            | 2. liga | 30            | 8             | 5             | 13            | 20            |
| 1984/1985 | TJ Zetor Brno              | 1. liga | 1             | 0             | 0             | 0             | 0             |
| 1984/1985 | TJ Slavia Praha            | 2. liga | 32            | 7             | 11            | 18            | 32            |
| 1985/1986 | TJ Slavia Praha            | 2. liga | 31            | 10            | 5             | 15            | 34            |
| 1986/1987 | TJ Slavia Praha            | 2. liga | 35            | 18            | 22            | 40            | 28            |
| 1987/1988 | TJ Zetor Brno              | 1. liga | 22            | 3             | 7             | 10            | 4             |
| 1987/1988 | TJ Lokomotiva Ingstav Brno | 2. liga | 30            | 9             | 3             | 12            | 36            |
| 1988/1989 | Dukla Jihlava „B“          | 2. liga | 39            | 11            | 13            | 24            | 21            |
| 1988/1989 | VTJ Litoměřice             | 2. liga | -             | 3             | -             | -             | -             |
| 1989/1990 | TJ Zetor Brno              | 1. liga | 24            | 3             | 2             | 5             | 8             |
| 1990/1991 | TJ Zetor Brno              | 2. liga | 39            | 7             | 8             | 15            | 41            |
| 1991/1992 | TJ Zetor Brno              | 1. liga | 11            | 1             | 0             | 1             | 2             |